# Kanton Clermont-Ferrand-Est
Der Kanton Clermont-Ferrand-Est war bis 2015 ein französischer Kanton im Arrondissement Clermont-Ferrand, im Département Puy-de-Dôme und in der Region Auvergne-Rhône-Alpes. Vertreterin im Generalrat des Départements war zuletzt von 1997 bis 2015 (wiedergewählt 2008) Mireille Lacombe. 
Der Kanton umfasste Teile des Stadtgebietes von Clermont-Ferrand. 